# AeronautX Luftfahrtschule

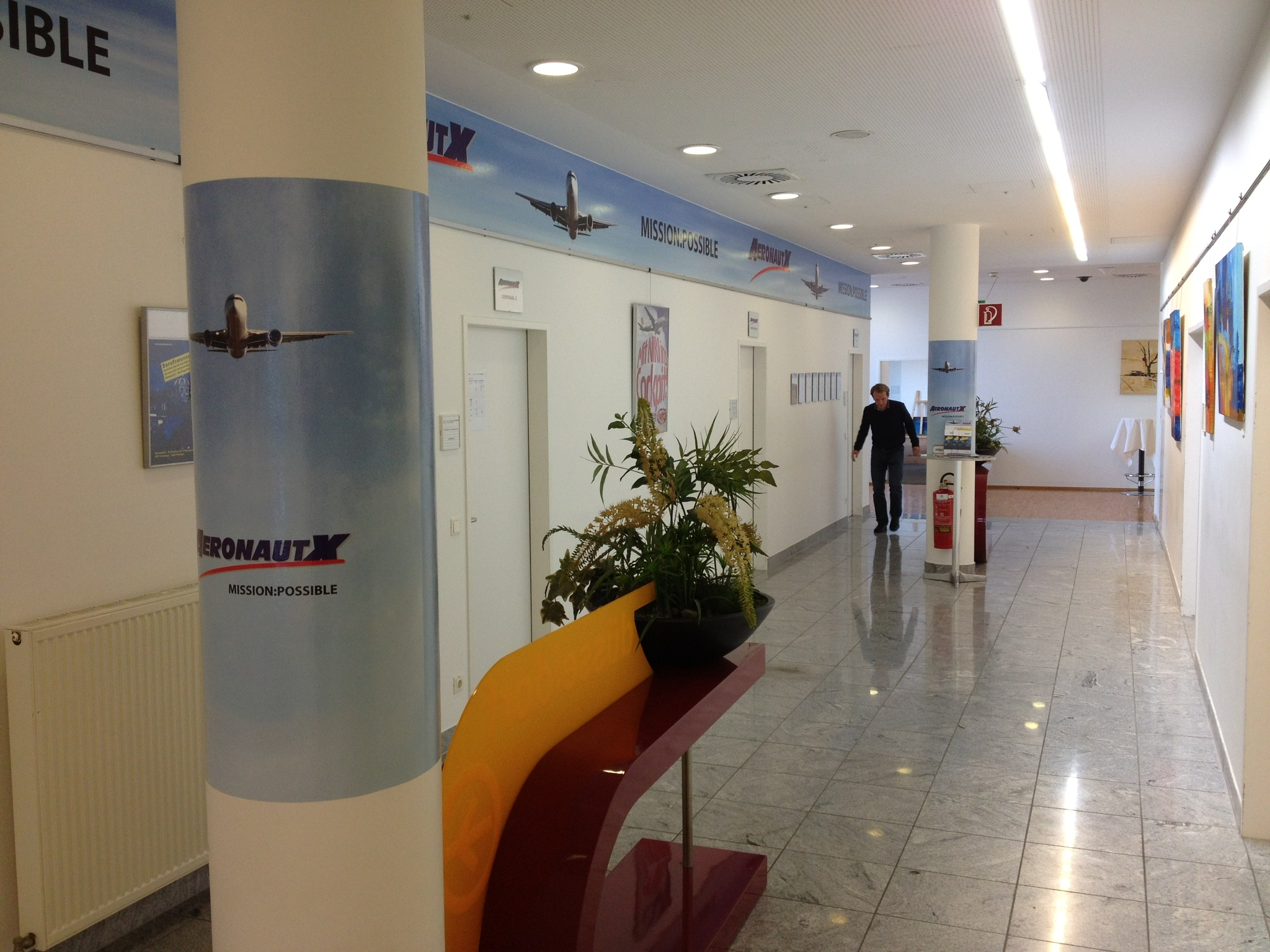
AeronautX Luftfahrtschule.

AeronautX Luftfahrtschule est une école de formation au métier de pilote de ligne créée en 1998 et située sur l'aéroport de Linz en Autriche.
Elle possède deux particularités : elle forme les pilotes cadets de la compagnie Niki et propose un double-diplôme Bachelor - Licence de pilote de ligne grâce à son partenariat avec l'université américaine Embry-Riddle Aeronautical University.